# 39 ключів
«39 ключів» — міжавторський цикл пригодницьких фантастичних романів. Цикл розпочав Рік Ріордан. В данній серії описуються пригоди чотирнадцятирічної дівчини Емі і її одинадцятирічного брата Дена. Перша книга серії «Лабіринт кісток» відразу ж після виходу отримала популярність. Права на екранізацію серії купив Стівен Спілберг в червні 2008 року.

## Перша серія.39 ключів
39 ключів (англ. The 39 Clues) — перша серія франшизи. Серія складається із одинадцяти книг.
Після смерті Грейс — бабусі Емі і Дена, вони дізнаються, що вони належать до старовинного роду Кехілів. Тепер їм треба вибрати мільйон доларів, або участь в змаганні за 39 ключів, за допомогою яких можна дістатися до сироватки Гідеона Кехілла.

### Книга 1. Лабіринт кісток
Лабіринт кісток — перша книга в серії, написана Ріком Ріорданом та опублікована 9 вересня 2008 року.
Бабуся Емі та Дена, Грейс Кехіл, змінила її заповіт незадовго до смерті. На похороні її адвокат Вільям Макентайр розповідає Дену, Емі та їхнім іншим родичам про вибір між мільйоном доларів та шансом на участь у полюванні на ключі. Конкурентами Емі та Дена у змаганні стають: сімейство Голтів, Алістер Оу, трійнята Старлінги, Ян і Наталі Кабри, Йона Візард та Ірина Спаська. Вони знаходять приховану бібліотеку і підказку. Виконання підказки, захованої в бібліотеці Грейс, веде до інституту Франкліна. Там Ден і Емі виявляють, що Бенджамін Франклін заховав підказку в Парижі. Після того, як вони переконали їхню няню Неллі, щоб вона допомогла їм, Емі і Ден вирушають до Парижа, де йдуть слідом шифрів і пасток, які ведуть їх до катакомб під містом.

### Книга 2. Фальшива нота
Фальшива нота — друга книга в серії, була написана Гордоном Корманом і опублікована 2 грудня 2008 року.
По дорозі до Відня Голти здійснюють спробу викрадення у Емі, Дена та Неллі підказки до наступного ключа, але знаходять лише пошматовані Саладіном папірці. На щастя, завдяки своїй фотографічній пам'яті Ден зумів відтворити усе на тканині після того, як родичі пішли. Підлітки вирушають до будинку [Вольфганга Амадея Моцарта, вже там прокрадаються вниз до бібліотеки на пошуки щоденника Марії Анни Моцарт, більш відомої, як Нанерль - сестри всесвітньовідомого композитора, проте виявляють викраденим його Йоною Візардом. Тепер їхня черга викрадати щоденник у Йони, що й вони успішно проробили. Нотатки Нанерль приводять їх до Зальцбурга - міста, в якому народився Моцарт, але там їхні пошуки призупиняє вибух, підлаштований, на думку дітей, людиною в чорному, адже той ледь не завжди зустрічався їм незадовго до чергового лиха. Однак, постарався, як виявилося, Алістер Оу. В помсту за це, підлітки підкидають "чужок", знайдений у Саладіна, у ціпок Алістера, поки той спить.
Наступна зупинка - Венеція. Вже там брат із сестрою проникають до штаб-квартири Янусів і викрадають у родичів дуже цінну підказку. Змушені втікати, не помічають, як опиняються в руках Кабра. Правда, ті відускають їх, нічого не знайшовши, оскільки Ден та Емі завбачливо заховали артефакт Янусів у подушці на човні незадовго до їх викрадення. Розшифрувавши підказку, діти проникають до музею. Та Кабра знову дають про себе знати. Вони перші пробираються до клавесина заграти заповітні рядки, знайдені на вирваних сторінках щоденника Нанерль. Однак, п'ята нота виявилася замінованою, стався вибух, Ян непритомніє. Ден стріляє дротиком з пістолета в Наталі, дівчинка приєднується до брата. Емі вдається дограти мелодію і знайти другий ключ - Тунгстен, та пару японських мечів - підказку до наступного пункту призначення. 

### Книга 3. Викрадач мечів
Викрадач мечів — третя книга в серії. Її написав Пітер Леранжис та опублікував 3 березня 2009 року.
Пара вольфрамових мечів, знайдених у Венеції, приводить Емі, Дена та Неллі до Японії на пошуки ключа, пов'язаного із японським воїном Тойотомі Хідейосі. Об'єднавшись із Алістером Оу, Яном та Наталі Кабра, всі разом ідуть слідами до Кореї, де залишаються в домі Алістера Оу. Кабри володіють цікавою монетою, і думають, що та може бути ключем. Книга із секретної бібліотеки Алістера приводить їх до гори під назвою Пукхансан. Група входить до печери, скориставшись монетою, знаходить скарб Хідейосі і третій ключ - золото. Ден розшифровує анаграму і викриває фокуси Кабра, котрі самі втекли, а інших закрили у печері. Під час втечі Ден та Емі подумали, що Алістер загинув, як той і хотів, але він виявився живим. Неллі з дітьми прямують до Єгипту, бо саме туди їх направила анаграма.  

### Книга 4. Таємниця підземелля
Таємниця підземелля — четверта книга в серії, написана Джуд Вотсон і опублікувана 2 червня 2009 року.
Ден, Емі та Неллі приїздять до готелю "Екселіор" - штаб-квартири гілки Катерини, облаштованої Беєм Оу, дядьком Алістера Оу. Бей Оу знаходить їх всередині і закриває там. Неллі звільняє дітей за допомогою парасольки. Наступною пасткою, підлаштованою вже Йоною Візардом, виявився безлюдний острів із крокодилами - тутешніми мешканцями Нілу. Місцеві рибалки рятують Емі й Дена і домомагають повернутися назад до Єгипту. 
Вже там підлітки розгадали загадку із статуї богині Сехмет, залишеної бабусею Грейс, і знайшли четвертий ключ - півграма мира. 

### Книга 5. Чорне коло
Чорне коло — п'ята книга в серії. Була написана Патріком Карманом та опублікована 11 серпня 2009 року.
Неочікувана телеграма від загадкової НРР направляє Дена та Емі купувати квитки до Росії. Після їхнього прибуття інша вісточка від НРР допомагає знайти кредитну картку і фальшиві паспорти, які колись належали їхнім батькам. НРР називається Наталією Русланівною Радовою, донькою княжни Анастасії. Люціанка, яка не бере участь у змаганні за ключі через гемофілію - спадкове порушення згортанні крові. 
Емі та Ден утворюють союз із Голтами, знаходять чергову штаб-квартиру, де виявляють нступний ключ - бурштин. 

### Книга 6. На глибині
На глибині — шоста книга в серії. Її написала Джуд Вотсон та опублікувала 3 листопада 2009 року.
На черговому етапі змагання за тридцятьма дев'ятьма ключами 14-річна Емі та її молодший брат Ден вирушають слідами батьків до Австралії. Там вони знайомляться зі своїм рідним дядьком Шепом, потерпають від родини Кабрів, дізнаються про те, що їхня няня вміє керувати літаком, і опиняються у підземному місті Кубер-Педі, найвідомішому місці на світі з видобутку опалів. В Австралії Емі несподівано починає згадувати подробиці тієї ночі, що забрала життя їхніх батьків, і в результаті перестає довіряти навіть власному братові, вже не розуміючи, хто їхній друг, а хто ворог. Саме це призводить до фатальної помилки.

### Книга 7. Гніздо гадюки
Гніздо гадюки — сьома книга в серії. Її написав Пітер Леранжис та опублікував 2 лютого 2010 року.
Шалені перегони за тридцятьма дев'ятьма ключами набувають нових обертів. На Емі та її молодшого брата Дена чекають нові випробування в Індонезії, де вони потерпають від виверження вулкану, страшної пожежі, під час якої гине російська шпигунка, та чергового зрадництва підступного дядечка Алістера. Далі на них чекає Африка, куди вони вирушають на пошуки наступного ключа слідами Вінстона Черчіля та вождя зулусів Шака. Відгомін англо-бурської війни, яка відбулася наприкінці 19 століття, нащадки войовничих племен, музеї та бібліотеки, закинуті шахти і фермерські ранчо - у цій груговерті місць, людей і подій наші герої знаходять чергові підказки у пошуку магічних ключів. 

### Книга 8. Код імператора
Код імператора — восьма книга в серії. Вона була написана Гордоном Корманом та опублікована 6 квітня 2010 року.
Таємничий Шаолінь, велетенські міста і старовинні пам'ятки Китаю, Заборонене місто і Великий Китайський мур - це арена, на якій розгортається новий етап гонитви за тридцятьма дев'ятьма ключами до всесвітньої могутності та нечуваної влади. Але у розпалі пошуків раптом зникає Ден - його загадковим чином викрадено прямо на площі Таньаньмень у Пекіні. Емі та Неллі у розпачі, навіть близькість до чергового ключа вже не має значення, але дивним чином пошуки Дена виявляються одночасно і шляхом до перемоги. Брат і сестра зустрічаються у підніжжя Евересту, який їм доведеться з волі чи неволі підкорити, а між іншим виявиться, що Неллі - набагато могутніша і впливовіша особа, ніж уявляли собі юні Кехіли. 

### Книга 9. Штормове попередження
Штормове попередження — дев'ята книга в серії. Була написана Ліндою Сью Парк та опублікована 25 травня 2010 року.
Від самого початку перегонів за тридцятьма дев'ятьма ключами чотирнадцятирічну Емі та її молодшого брата Дена переслідує тінь чоловіка в чорному. Про нього відомо небагато: одного разу таємничий незнайомець вже намагався вбити їх, і ще він належить до найзагадковішого і найстрашнішого клану, який бере участь у змаганні, - до Мадригалів. Але так само Емі та Ден знають те, що воліли б забути: їхна батьки теж були Мадригалами. Хоч як намагалися вони відірватися від пересліування людини в чорному, але жодного раз не вдалося це зробити. І ось тепер, коли до завершення перегонів залишився всього лише крок, грізний ворог готовий вийти з тіні. 

### Книга 10. У підземеллі
У підземеллі — десята і передостання книга в серії. Була написана Маргарет Петерсон Хеддікс та опублікована 31 серпня 2010 року.
Перешкод на шляху чотирнадцятирічної Емі Кехіл та її молодшого брата Дена було більш ніж достатньо. Мало того, що вони повинні знайти тридцять дев'ять ключів. Але погодитися із тим, що багато чого тепер їх поєднує із людьми, які зрадили їхню родину і вбили батьків, вони категорично не бажають! Пробачити і зрозуміти вибухи, замахи і викрадення двох сиріт просто несила. У них є план - для того, щоб закінчити полювання за ключами на своїх власних умовах. Шкода, що це фінал, і що занадто пізно вони дізналися фатальну таємницю про клан Мадригалів. Цей секрет може коштувати життя не лише Емі та Дена, але й погубити все людство...

### Книга 11. Сходження Весперів
Сходження Весперів — це одинадцята та остання книга в першій серії, опублікована 5 квітня 2011 року. Рік Ріордан, Пітер Леранжис, Гордон Корман та Джуд Вотсон написали сюжетну лінію книги.
Чотирнадцятирічна Емі Кехіл та її молодший брат Ден гадали, що зможуть повернутися до свого звичного життя, коли, нарешті, відшукають тридцять дев'ять ключів, які забезпечать їхній родині владу над усім світом. Але вони помилялися. Могутні вороги - Веспери - чекали в тіні. І вони не зупиняться ні перед чим. щоб захопити ключі. Чотири автори об'єдналися для того, щоб розповісти про таємну боротьбу між Кехілами і Весперами, яка триває вже п'ять століть. Вторгнення Весперів не за горами, весь світ у небезпеці.

## Друга серія.Кехіли проти Весперів
Кехіли проти Весперів (англ. Unstoppable) — друга серія франшизи. Серія складається із шести книг.

### Книга 1. Операція «Медуза»
Операція «Медуза» — перша книга в серії, написана Гордоном Корманом.
13-річний Ден Кехіл і його старша сестра Емі думали, що належать до наймогутнішого клану на світі. Вони гадали, що пошуки 39 ключів - джерела могутньої сили - закінчено. Вони думали, що перемогли. Емі з Деном ще ніколи так не помилялися. Тривожні дзвінки один за одним надходять з усіх кінців світу. Членів родини Кехілів викрадає таємнича група, більш відома як Веспери. У Емі з Деном є лише кілька днів, щоб виконати небезпечне завдання, інакше їхніх ув'язнених друзів почнуть убивати по одному. Емі з Деном не знають, що насправді потрібно Весперам і як їх зупинити. Відомо тільки одне. Веспери грають, щоб виграти, і якщо вони отримають ключі... цілий світ буде їх наступним заручником. 

### Книга 2. Королівський викуп
Королівський викуп — друга книга в серії. Її написав Джуд Вотсон і опублікував 6 грудня 2011 року.
Після того як семеро членів сім'ї Кехілів було викрадено тамничою організацією, відомою під ім'ям Веспери, 13-річний Ден Кехіл і його старша сестра Емі поклялися знайти своїх родичів і повернути їх додому цілими і неушкодженими. Але Веспери вимагають абсолютно немислимий викуп. У Емі з Деном лише кілька днів на те, щоб знайти і вкрасти старовинну мапу. У чому ж підступ? Ніхто не бачив цієї мапи понад півстоліття. Тепер Емі з Деном пустилися в карколомні пошуки, які приведуть їх до нацистів, шпигунів, Божевільного короля і розкриття давніх таємниць всесвітньої історії. Це перегони заради життя... і один неправильний крок означатиме неминучу смерть для заручників. 

### Книга 3. У лиху годину
У лиху годину — третя книга в серії. Її написав Пітер Леранжис та опублікував 6 березня 2012 року.
Коли семеро членів його родини були викрадені Весперами, 13-річний Ден кехіл знав, що боротиметься за їхні життя. Також він знав, що йому протистоятиме надзвичайно сильний ворог. І ще Ден знав, що дехто із членів його родини не врятується. Але навіть якщо Ден був змушений сприйняти ці факти, сталося те, з чим він змиритися ніяк не міг. Веспери викрали Аттікуса, кращого Денового друга. Тепер він змушений змагатися за життя свого друга, яке перебуває на межі між життям і смертю. Карколомні пригоди тривають у провулках Праги і печерах Туреччини. Але Денові краще поквапитися з пошуками Аттікуса. якщо він не знайде його, кращий друг загине. 

### Книга 4. Незламний
Незламний — четверта книга в серії. Її написав Роланд Сміт і опублікував 4 вересня 2012 року.
13-річний Ден Кехіл та його старша сестра Емі, які здійснили низку крадіжок, розшукуються Інтерполом. Але у своїх злочинах Емі та Ден не винні. Таємна організація, відома як Веспери, викрала сім членів родини Кехілів. Якщо Емі з Деном не дістануть викуп, це означатиме смерть усіх заручників. Досі Емі з Деном удавалося бути на один крок попереду поліції та зберегти життя своєї родини. Але невдовзі все зміниться. Веспер-Один наказує їм украсти "Золотий ювілей", один із найбільших у світі алмазів. Утім, Емі і Ден не знають, що насправді це лише підстава... і хтось однаково помре. 

### Книга 5. Не довіряй нікому
Не довіряй нікому — п'ята і передостання книга в серії. Її було написано Ліндою Сью Парк і опубліковано 4 грудня 2012 року.
Коли семеро членів їхньої родини були викрадені, 13-річний Ден Кехіл і його старша сестра Емі були готові битися за їхні життя. Але вороги з клану весперів виявилися невловимими. Вони завжди залишаються в тіні, ліквідуючи Кехілів по одному. І тепер Веспери завдали їм нищівного удару, який вразив родину Кехілів у самісіньке серце. Виявилося, що в їхньому колі працює кріт, засланий Весперами. Емі й Ден мають виявити, хто саме зраджує їхню справу, інакше наступний заручник помре. Вони мають лише кілька днів, щоб з'ясувати це і врятувати рідних. 

### Книга 6. Судний день
Судний день — шоста і остання книга в серії Кехіли проти Весперів. Була написана Девідом Бальдаччі та опублікована 5 березня 2013 року.
Усе почалося із викрадення. Таємна організація, відома як Веспери, вирвала зі звичайного життя сім членів родини Кехіл, вимагаючи за них низку дивних викупів зі всього світу. 13-річний Ден Кехіл і його старша сестра Емі розпочали полювання за скарбами, вирішився віддати Весперу все заради порятунку заручників. Але, доставивши останній викуп, Емі з Деном виявили, що Веспер замислив страшний злочин проти всього людства. Предмети, які вони дістали для нього, стануть частинами пекельної машини, яка завдасть шкоди мільйонам безневинних людей. Тепер брат із сестрою та їхні друзі намагаються зупинити Веспера-Одни, поки він не висадив увесь світ у повітря.

## Третя серія.Нестримні
Нестримні (англ. Unstoppable) — третя серія франшизи. Серія складається із чотирьох книг.

### Книга 1. Нікуди бігти
Нікуди бігти — перша книга в серії. Її написала Джуд Вотсон.

### Книга 2. Розкол
Розкол — друга книга в серії. Її написав Джефф Гірш.

### Книга 3. Зворотній відлік
Зворотний відлік — третя книга із серії Нестримні. Книгу написала Наталі Стендіфорд.

### Книга 4. Точка кипіння
Точка кипіння — четверта і остання книга із серії, яку написав Гордон Корман.

## Четверта серія.Подвійний перетин
Подвійний перетин (англ. Doublecross) — четверта серія франшизи. Серія складається із чотирьох книг.

### Книга 1. Місія Титанік
Місія Титанік — перша книга із серії. Її написав Джуд Вотсон і опублікував 24 лютого 2015 року.

### Книга 2. Місія Гіндербург
Місія Гінденбург — друга книга в серії. Вона була написана К. Олександром Лондоном і опублікована 28 липня 2015 року.

### Книга 3. Місія Шторм
Місія Шторм — третя книга в серії Подвійний перетин. Її написала Дженні Гебель та опублікувала 26 січня 2016 року.

### Книга 4. Місія Атомна
Місія Атомна — четверта та остання книга із серії. Книгу написав Сарват Чадда і опублікував 28 червня 2016 року.

## П'ята серія.Надспеціально
Надспеціально (англ. Superspecial) — це п'ята та остання серія у франшизі 39 ключів. Серія складається лише з одного роману.

### Книга 1. Спалах
Спалах — перша і остання книга в серії Надспеціально, а також заключна книга у франшизі «39 ключів». Вона була написана К. Олександром Лондоном та опублікована 27 вересня 2016 року.